# 紅尾擬雀鯛
紅尾擬雀鯛，為鱸形目鱸亞目擬雀鯛科的其中一種，為熱帶海水魚，分布於西印度洋馬爾地夫、安達曼群島及印尼海域，深度1-9公尺，本魚體延長，背鰭硬棘3枚、背鰭軟條22-23枚、臀鰭硬棘3枚、臀鰭軟條12-13枚，體長可達3.9公分，棲息在珊瑚礁及岩礁區，生活習性不明。

## 擴展閱讀
維基物種上的相關：紅尾擬雀鯛